# Langeten
La Langeten ou Langete est une rivière suisse coulant dans le canton de Berne. C'est un affluent de l'Aar.

### Sources
- (de) Cet article est partiellement ou en totalité issu de l’article de Wikipédia en allemand intitulé « Langeten » (voir la liste des auteurs).